# Euphyia rojiza
Euphyia rojiza là một loài bướm đêm trong họ Geometridae.